# San Andrés (Petén)
San Andrés ist ein über 6.000 Einwohner zählender Ort in Guatemala. Er liegt im Departamento Petén und ist Verwaltungssitz des Municipios San Andrés, das sich auf 8.874 km² erstreckt und über 25.000 Einwohner hat.

## Geographie
Der Ort San Andrés liegt in der Mitte Peténs am Westufer des Petén-Itzá-Sees auf 190 m Höhe. Von Flores aus, der am Südufer des Sees gelegenen Hauptstadt des Departamentos, ist San Andrés über eine Landstraße oder per Boot zu erreichen.
Wie bei allen Municipios Peténs liegt der Hauptort am Petén-Itza-See oder an einer größeren Verkehrsachse, während sich das Verwaltungsgebiet weit in rückwärtige, dünn besiedelte Regionen ausdehnt. Mit fast 8900 km² ist San Andrés nicht nur das größte Municipio Guatemalas, sondern flächenmäßig auch noch größer als 20 der 22 Departamentos des Landes. Es umfasst das nordwestliche, gewässerreiche, von tropischem Regenwald bedeckte Tiefland Peténs und damit rund ein Viertel des gesamten Departamentos. Über 90 Prozent des Municipios stehen als Biosphärenreservat (Reserva de la Biósfera Maya) unter Naturschutz. Innerhalb dieses Gebietes liegt auch der Nationalpark Laguna del Tigre. Die Naturschutzgebiete sollen dazu beitragen, die vielfältige Flora und Fauna zu schützen, insbesondere vor Abholzung, Wilderei und illegaler Besiedelung. In der Region gibt es Erdölvorkommen, deren Ausbeutung eine besondere Gefahr für die Natur darstellt.
Das Municipio San Andrés besteht neben dem Hauptort noch aus zwei untergeordneten „Landgemeinden“ (Aldeas), Paso Caballos und Carmelita, sowie aus zahlreichen kleineren ländlichen Siedlungen und Weilern, die oft nur per Boot oder Flugzeug oder auf Schotterpisten und Trampelpfaden zu erreichen sind.
Die angrenzenden Municipios sind La Libertad und San Benito im Süden, sowie San José im Osten. Im Norden und Westen grenzt San Andrés an die mexikanischen Bundesstaaten Campeche und Tabasco.

## Geschichte
Das Dorf San Andrés wurde erst um 1800 gegründet, wahrscheinlich von Zuwanderern aus anderen Landesteilen und aus Yucatán. Aus Yucatán stammten auch die ursprünglichen Einwohner der Region, die Itzá-Maya. San Andrés gehörte lange Zeit zu Flores, 1962 wurde es dann ein eigenständiges Municipio.

## Bevölkerung
Die Bevölkerung besteht heute überwiegend aus Ladinos, die übrigen Einwohner sind Maya verschiedener Volksgruppenzugehörigkeit, insbesondere Itzá und zugezogene Kekchí, Cakchiquel und Pocomchí.

## Wirtschaft
San Andrés lebt vorwiegend von der Land-, Forst- und Holzwirtschaft sowie von der Viehzucht. Von Bedeutung ist noch die Herstellung von Chicle und die umstrittene Förderung von Erdöl. Wegen der reizvollen Landschaft und dem reichen Maya-Kulturerbe spielt auch der Tourismus eine Rolle. Bei den verkehrswichtigen Orten Paso Caballos und Carmelitas gibt es Flugplätze für die Allgemeine Luftfahrt. Kleinere, manchmal illegale Flugfelder befinden sich noch an anderen Orten des Municipios. Sie werden oft von Drogenschmugglern genutzt.

## Sehenswürdigkeiten
Auf dem Gebiet des Municipios La Libertad gibt zahlreiche Maya-Ruinen. Nennenswert sind Kantekul, Paso Caballos, El Perú, Caoba, Xunal, Santa Clara, La Profundidad, El Tigre, El Límite, El Yesal, Sibalhá, Jukulkan, Tzakal, Manaos, Los Monos, La Pitocha, La Conga, Las Cojolitas, Buenaventura, Los Pizotes, La Cocachana, La Ceiba, Tucán, Sucely, Grant, El Cruce, El Muco, El Sereque, Canek, Cucho, El Escondido, Los Reyes, Junkiej, El Saraguate, Kabul, El Cedro, El Tintal, El Desquite, Gûiro (Wakná), Ramonal, Zacatal, Chuntuqui, Las Delicias, Arroyón, Nacimiento, Lemieux, USAC, 4 Ahau, Dos Naciones, El Ruinal, La Cueva, La Frontera Bis, El Pavo, Aguada Inés, Danto, Las Animas, Tepán, Paxbán I, Paxbán II, Paxbán III, El Chontal und El Copó. Sehenswert sind die Feuchtgebiete mit ihren zahlreichen „Lagunen“ (Seen) und Flüssen.